# Nus se reflétant dans une glace
Nus se reflétant dans une glace est un tableau réalisé par le peintre français Pierre Bonnard en 1907. Cette huile sur carton contrecollée sur bois d'acajou représente un miroir dans lequel se reflètent deux femmes nues, l'une debout au premier plan s'essuyant le bras, l'autre assise à l'arrière-plan arrangeant sa coiffure. Acquise en 2012, l'œuvre fait partie des collections du musée Bonnard, au Cannet, dans les Alpes-Maritimes.